# Амандавы
Амандавы (лат. Amandava) — род птиц семейства вьюрковых ткачиков. Родовое название Amandava — искажённое от названия города Ahmedabad в штате Гуджарат, где был добыт первый экземпляр Amandava amandava. Это птицы очень небольшого размера, в среднем около 9—10 см в длину. Представители всех трёх видов похожи по строению, типу гнездования и требованиям к среде обитания. Предпочтительными местами обитания этих птиц являются травянистые луга, а также саванна с наличием деревьев или кустарников и близлежащих источников воды. Два вида широко распространены в Южной и Юго-Восточной Азии, а золотистогрудый астрильд — на большей части Африки к югу от Сахары.

## Виды
В состав рода включают три вида:
| Изображение | Русское название         | Научное название  | Распространение |
| ----------- | ------------------------ | ----------------- | --- |
|             | Тигровый астрильд        | Amandava amandava | Бангладеш, Индия, Непал, Пакистан, Китай, Камбоджа, Мьянма, Таиланд, Вьетнам                                          |
|             | Оливковый астрильд       | Amandava formosa  | Центральная Индия, юг штата Раджастхан, центральная часть штата Уттар-Прадеш, юг штата Бихар и штат Западная Бенгалия |
|             | Золотистогрудый астрильд | Amandava subflava | Африка к югу от Сахары                                                                                                |

## Биология
Амандавы, как и подавляющее большинство вьюрковых ткачиков, являются зерноядными, хотя в состав рациона входят молодые побеги, ягоды, фрукты и мелкие насекомые, особенно в период размножения. Моногамные птицы, которые в период размножения образуют устойчивые пары, чрезвычайно территориальные и агрессивные. Оба родителя участвуют в строительстве гнезд, насиживании яиц и заботе о потомстве.